# Lutz Hoffmann
Lutz Hoffmann (Weißenfels, 30 gennaio 1959 – Bad Sachsa, 5 dicembre 1997) è stato un ginnasta tedesco orientale, vincitore dell'argento nel concorso a squadre ai Giochi olimpici di Mosca 1980.

## Biografia
Iniziò a praticare la ginnastica artistica all'età di cinque anni. A partire dal 1976, si allenò con la SC Dynamo Berlin. Anche suo fratello minore Ulf Hoffmann fu ginnasta di caratura internazionale. In gioventù, i fratelli condivisero la stanza del collegio durante il periodo trascorso presso la SC Synamo Berlin.

### Carriera
Nel 1979 divenne campione della DDR nel corpo libero e si classificò secondo nel volteggio. Ai mondiali dello stesso anno la sua squadra si è classificata quarta. 
Rappresentò la Germania Est ai Giochi olimpici estivi di Mosca 1980, dove vinse l'argento nel concorso a squadre, con i connazionali Ralf-Peter Hemmann, Lutz Mack, Michael Nikolay, Andreas Bronst e Roland Brückner, si classificò 7º nel concorso individuale e 6º nel corpo libero. 
Agli europei di Roma 1981 vinse il bronzo alle parallele simmetriche.
Dopo il ritiro dall'attività agonistica divenne allenatore di ginnastica e, poi, insegnante a Bad Sachsa, dove si suicidò nel 1997.

## Palmarès
- Giochi olimpici

Mosca 1980: argento nel concorso a squadre;
- Europei

Roma 1981: bronzo alle parallele simmetriche;